# ثقافة أرغارية
الثقافة الأرغارية (بالإسبانية: Cultura argárica)، التي سميت على اسم موقع إل أرغار بالقرب من بلدة أنتاس، في ما يعرف الآن بمقاطعة ألميرية في جنوب شرق إسبانيا، هي ثقافة من العصر البرونزي المبكر ازدهرت بين حوالي 2200 و1550 قبل الميلاد. شكلت واحدة من أهم المجتمعات في أوروبا في الألفية الثالثة والثانية قبل الميلاد. وأنشأت أول مجتمع حضري في غرب البحر الأبيض المتوسط.
تعتبر واحدة من أبرز الثقافات القديمة التي تمت دراستها بفضل حالة الحفظ الممتازة للبقايا الأثرية. ويعتبر هذا المجمع الثقافي مؤشرا على عمليات التسلسل الاجتماعي الهرمي التي انتشرت في جميع أنحاء شرق الأندلس خاصةوشرق إسبانيا عامة.
تم اكتشاف هذه الثقافة الأثرية وتحديدها في نهاية القرن التاسع عشر من قبل الاخوة سيرت. وتتميز بوجود بلدات محصنة تقع في مناطق يصعب الوصول إليها. وكذلك ببيوت مربعة الشكل مبنية بالحجارة والطوب، ومدافن في صناديق جنائزية أو جرار كبيرة أو حتى كهوف تحت أرضية المنازل نفسها. وعرفت بكثرة الأسلحة العسكرية والطبقية الاجتماعية التسلسلية. وتمتد ثقافة الأرغار عبر جنوب شرق شبه الجزيرة الايبيرية، وتحتل مقاطعات غرناطة، ألميريا ومورسيا، وكذلك جزء من جيان وأليكانتي .
وقد استمر بقاء المجتمع الأرغاري لمدة 800-900 سنة تقريبًا، بين منتصف الألفية الثالثة ومنتصف الألفية الثانية قبل الميلاد، مع التمييز بين مرحلتين على الأقل، حيث كان هناك تسلسل اجتماعي داخلي مستمر وتوسع خارجي في المناطق المجاورة. وفي حوالي عام 1500 قبل الميلاد، اختفى المجتمع الأرغاري فجأة.

## مقدمة
بدأ علماء الآثار والباحثون الآخرون دراسة ثقافة أرغاريك في أعقاب أعمال التنقيب التي قام بها الأخوان البلجيكيان إنريكي ولويس سيريت، مهندسا التعدين في سييرا ألماجريرا،  اللذان درسا أكثر من ألف مدفن في مستوطنة إل أرغار خلال العقد الأخير من القرن التاسع عشر. بالإضافة إلى المستوطنة التي تحمل نفس الاسم، اكتشف الأخوين سيريت مستوطنات أخرى مثل إل أوفيسيو، وفوينتي ألامو، وجاتاس، وإيفر، وكلها تقع في ألميرية ومرسية. وفي أعمال التنقيب التي قاموا بها، وجدوا مدافن وفيرة نُفذت في المنازل الأرغاريكية نفسها، والتي كانت سلعها الجنائزية عبارة عن سيوف ورماح خفيفة وخناجر وزخارف معدنية، بالإضافة إلى قطع أثرية من الحجر والعظام المصقولة، والسيراميك، والمنسوجات والنباتات المستأنسة. وبعد ذلك، تم اكتشاف وحفر العديد من المستوطنات الأخرى ذات الخصائص المماثلة، وتقع في أماكن مرتفعة ومحمية جيدًا، لذلك كان يُعتقد في البداية أن نواة الثقافة الأرغارية كانت كلها على هذا النحو، ولكن ومع مرور الزمن بدأت تظهر المزيد من المدن، أصغر حجمًا، وتقع في السهل.
وقد دفعت الاختلافات النوعية والكمية الموجودة في المراسم الجنائزية معظم الباحثين إلى الاعتقاد بأن المجتمع الأرغاري كان يتألف من عدة طبقات هرمية اجتماعية. فوفقًا لبعضهم، كان مجتمعًا يهيمن عليه الزعماء أو الحكام أو الأمراء. ووفقًا لآخرين، كان المجتمع عبارة عن دولة أو على الأقل دولة بدائية.

## أصول وامتداد

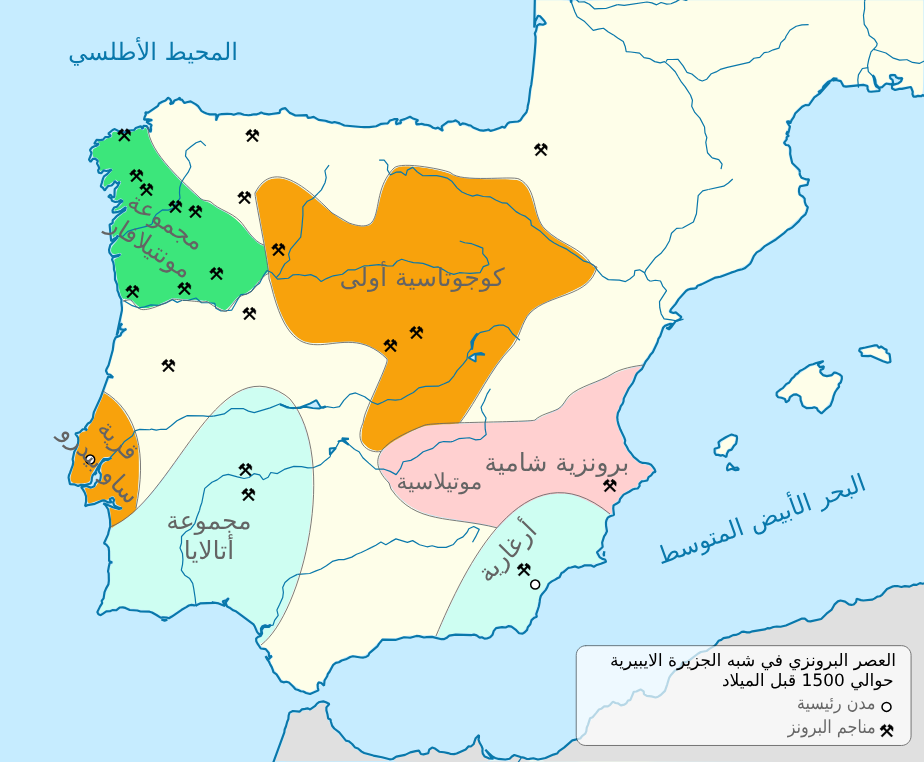
خريطة شبه الجزيرة الأيبيرية خلال العصر البرونزي. تظهر مناجم القصدير الرئيسية والمجموعات الثقافية المعروفة حوالي عام 1500 قبل الميلاد.

لفترة طويلة كان يعتقد أنه بعد وقت قصير من منتصف الألفية الثالثة قبل الميلاد، في نفس الوقت الذي انتشرت فيه حضارة القدور الجرسية، حدث تأثير استعماري جديد في جنوب شرق شبه الجزيرة من قبل أشخاص من المنطقة اليونانية الموكيانية الذين ساروا على خطى الملاحين القدامى، واستقروا في مراكز التعدين المهمة في المرية والمناطق المجاورة لها.في الوقت الحاضر، تم التحقق من أن الثقافة المادية الأرغارية تتوافق بشكل موثوق، وخاصة في الهندسة المعمارية وفي العادات الجنائزية للدفن مع الثقافات الشرقية التي استقرت بين الأراضي القديمة في كنعان وسوريا والأناضول وقبرص وكريت وصقلية واليونان. ويمكن ملاحظة ذلك في جميع المنشورات العلمية التي صدرت حتى الآن تقريبًا.
ولأكثر من قرن من الزمان، ارتبطت أصول هذه الثقافة بمقاطعة المرية، لكن هذه العلاقة موضع تساؤل من قبل بعض الباحثين، الذين يعتبرون أن أصل الثقافة الأرغارية من المرجح أن يكون في الشريط الإقليمي بين نهري فيرا (مقاطعة ألميرية) وغوادالنتين (مقاطعة مورسيا).نهر المنصورة بالنسبة للباحثين سلفادور فونتنلا وخوان أنطونيو غوميز وميغيل ميراس، فإن موقع مدينة توتانا الحالية والمناطق المحيطة بها سيكون منطقة الاستيطان الأولى الأصلية المحتملة للثقافة الأرغارية.
بعيدًا عن اشكالية تحديد الأصل الدقيق للثقافة الأرغارية، يوجد حاليًا إجماع معين عند تحديد منطقة نفوذ هذه الثقافة في جنوب شرق شبه الجزيرة. بحيث تكون مقاطعتي ألميريا ومورسيا النواة الرئيسية لهذه الثقافة، ثم تتوسع مع الزمن إلى المناطق الحدودية، لتغطي في عقودها الأخيرة الأراضي التي تحتلها حاليًا المقاطعات المذكورة سابقا، بالاضافة الى وسط وشرق غرناطة، وكذلك بعض مناطق جيان وأليكانتي وثيوداد ريال. يحتمل أن مثل هذا التوسع هو نتيجة مباشرة للنزعة العسكرية الأرغارية، التي تتجه نحو مناطق استراتيجية تسمح بالسيطرة على طرق الاتصالات أو الموارد الزراعية أو المعادن.

## تسلسل زمني

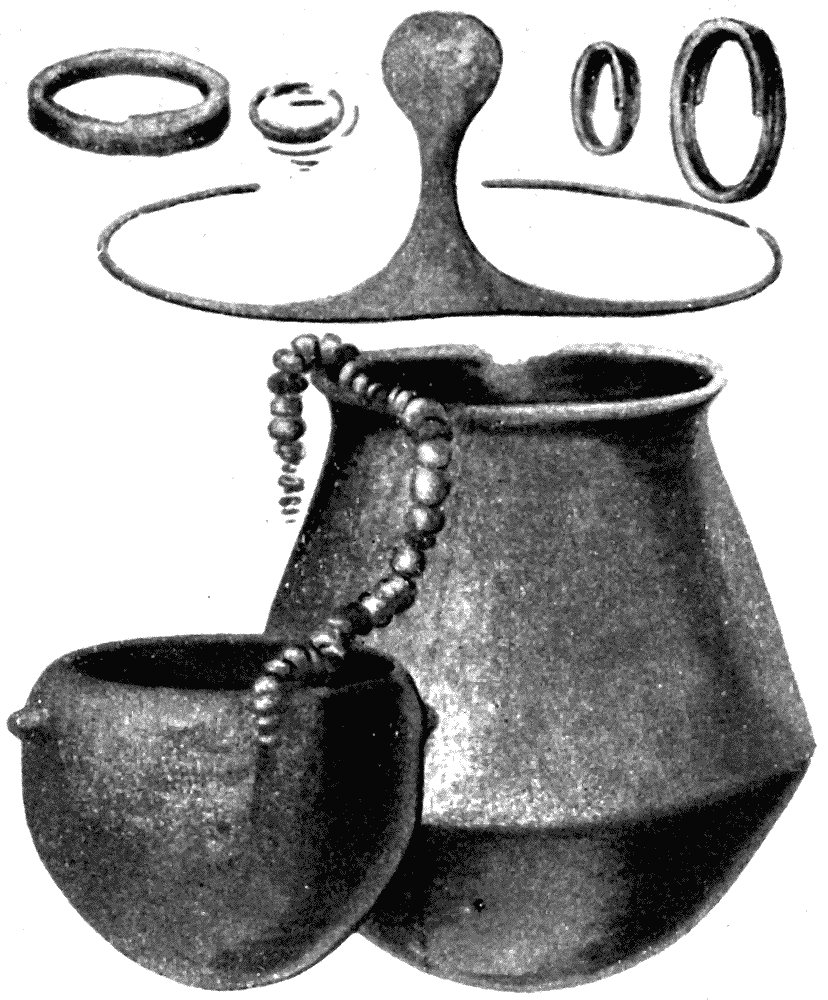
قربان جنائزي أرغاري، وفقًا للأخوة سيريت

الفترة المقبولة عادةً لزمن الثقافة الارغارية هي بين 2300 و1500 قبل الميلاد أو 2250-1600 قبل الميلاد. على الرغم من أن باحثين آخرين يخفضون عمرها إلى 2000-1100 قبل الميلاد. تشيرالفترات الأولى إلى تعايش معين مع مجموعات العصر النحاسي حتى عام 2250 قبل الميلاد، في وقت اتسم بعدم الاستقرار، مع انحدار ديموغرافي ومادي، فضلاً عن مستويات الدمار في بعض المستوطنات. على الرغم من استمرارية بعض قرى العصر النحاسي خلال العصر البرونزي، فقد أعيد بناؤها وفقًا لنمط مختلف تمامًا. تأسست معظم مستوطنات الثقافة الارغارية في وقت أحدث وكانت لها خصائص فريدة مقارنة بتلك الموجودة في الفترة السابقة، والتي تم تفسيرها على أنها تحول اجتماعي كبير، متزامن مع تحولات أخرى حدثت في أوروبا وشرق البحر الأبيض المتوسط.
استنادًا إلى القرابين الجنائزية، تم التمييز بين فترتين ضمن الثقافة الأرغارية:
- تقريبًا بين عامي 2300 و1800 قبل الميلاد، يُعتقد أن المجتمع الأرغاري كان يهيمن عليه نخبة ذكورية كانت تُدفن في قبور حجرية أو في غرف صغيرة مع السيوف والحراب، وكانت تُدفن بجانبهم نساء مرتبطات بالخناجر والمثاقب.

- منذ عام 1800 إلى 1500 قبل الميلاد، تظهر في قبور النخبة الحاكمة سيوف طويلة للرجال والتيجان للنساء. بعد ذلك، يظهر طبقة أخرى مرتبطة بثنائية الفأس والخنجر للرجال والخنجر والمثقب للنساء، وأسفل هؤلاء كانت توجد مستويات اجتماعية أخرى ذات محتويات جنائزية أقل قيمة. ومن الخصائص المميزة لهذه الفترة أن قبور الأطفال المزودة بمحتويات جنائزية مهمة أصبحت شائعة.

منذ عام 1650 قبل الميلاد، بدأ العالم الأرغاري في الدخول في حالة من التدهور التدريجي حتى انهار بشكل كامل نحو عام 1500 قبل الميلاد. تشير الدراسات إلى أن مزيجًا من التدهور البيئي والتحديات الاقتصادية والاضطرابات الاجتماعية كان وراء هذا الانهيار. أدت زيادة النشاط الزراعي والصناعي إلى إزالة واسعة النطاق للغابات وتدهور البيئة في منطقة جنوب شرق شبه الجزيرة الإيبيرية، التي كانت تعاني بالفعل من جفاف نسبي. اعتمدت الزراعة بشكل رئيسي على زراعة الشعير، مما أدى إلى استنزاف التربة وفقدان خصوبتها مع مرور الوقت، وهو ما ساهم في انخفاض الإنتاج الزراعي ونقص الفائض الغذائي اللازم لدعم الإنتاج الثانوي وزعزعة النظام الاقتصادي. كان اقتصاد العالم الأرجاري يعتمد بشكل كبير على التعدين والزراعة، وفي مراحل لاحقة من تطور الثقافة الأرجارية، شهدت عمليات التعدين تكثيفًا ملحوظًا، خاصة في إنتاج البرونز. أدى ذلك الى استنزاف الموارد الطبيعية مثل النحاس والقصدير، إلى جانب تراجع شبكات التجارة التي كانت توفر المواد الخام، إلى إضعاف البنية الاقتصادية. ومع تفاقم الأزمات الاقتصادية والبيئية، ظهرت مقاومة اجتماعية وصراعات داخلية؛ إذ تشير الأدلة الأثرية إلى وجود أسلحة وتحصينات، مما يعكس تصاعد التوترات والنزاعات. ربما أدت هذه العوامل إلى تفكك الولاءات للنخب الحاكمة وانهيار النظام السياسي بشكل كامل. ومع تصاعد الاضطرابات الاجتماعية لم يتمكن النظام السياسي من الصمود، مما أدى إلى اختفاء الثقافة الأرجارية بحلول عام 1500 قبل الميلاد.

## مواقع رئيسية

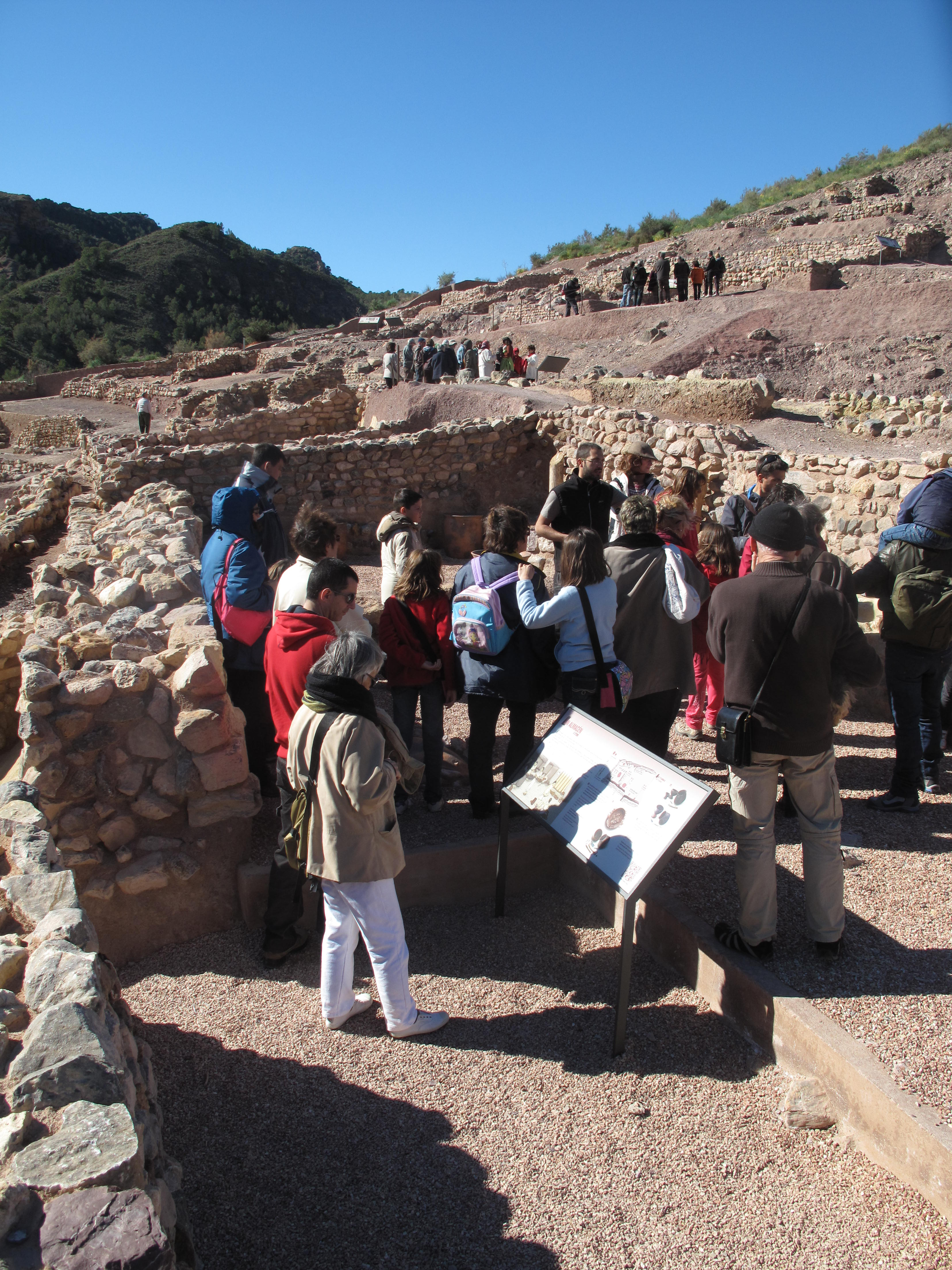
موقع لا باستيدا توتانا الأثري

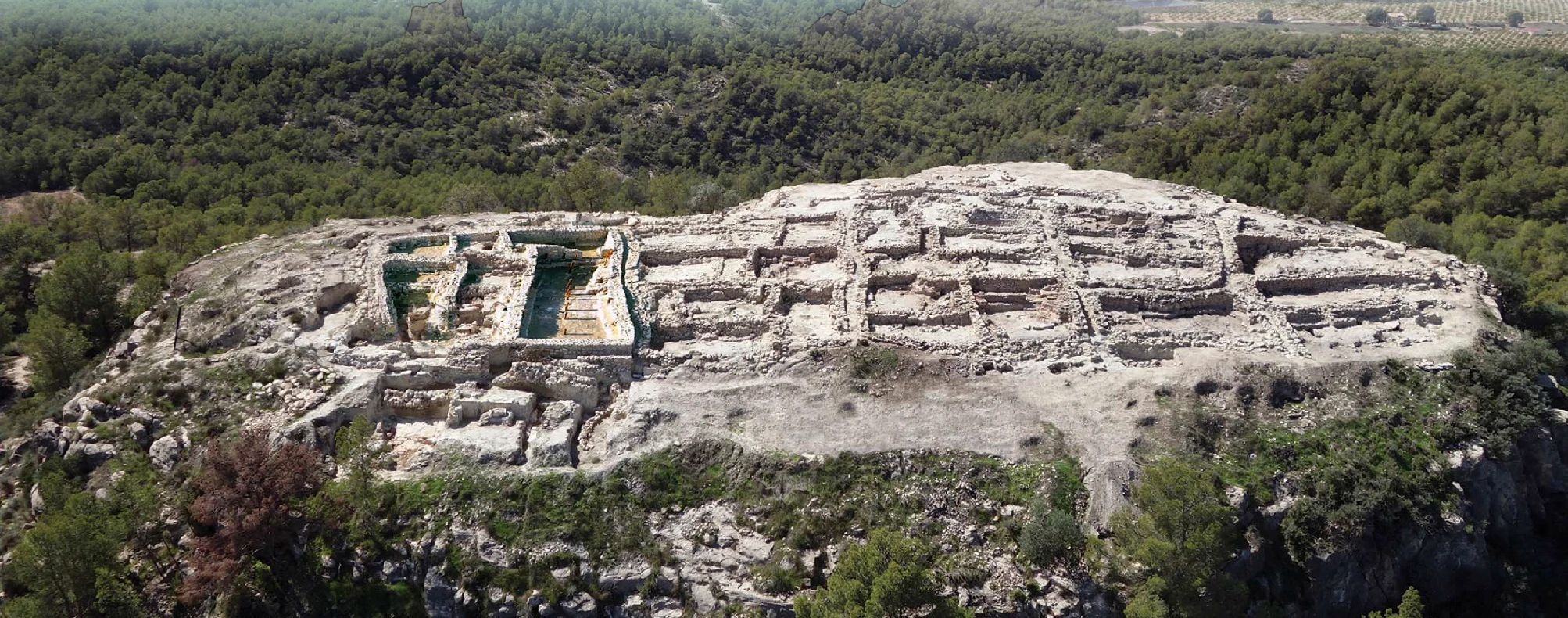
موقع لا ألمولويا

هذه بعض المواقع الرئيسية والمستوطنات المحصنة المرتبطة بثقافة الأرغار، حيث تم بناء الكثير منها على تلال أو هضاب استراتيجية لتعزيز الدفاع.
- إل أرغار: موقع غير منتظم الشكل (280 × 90 م).
- فونتي فيرمخا: موقع محصن صغير، يقع على بعد 3 كم شمال إل أرغار.
- لوغاريكو بييخو: بلدة أكبر قليلا، تقع بالقرب من فونتي فيرمخا.
- لا باستيدا دي توتانا: موقع محصن.
- لا ألمولويا: بلدة تقع في أعلى هضبة بليغو، مورسيا.
- بونتارون تشيكو: موقع في قمة تل صغير، بالقرب من بنيخان، مورسيا.
- إفري (مورسيا): موقع على ارتفاع صخري.
- زاباتا (مورسيا): بلدة محصنة تقع على بعد 4 كم غرب إفري.
- كابيّثو ريدوندو (أليكانتي): أحد أكبر المستوطنات، تقع على ارتفاع صخري بالقرب من بحيرة قديمة وبركة لتبخير الملح.
- غاتاس (ألميريا): مدينة محصنة على تل مع قنوات مائية ملحوظة تقع 4 كم غرب موخاكار.
- إل أوفيسيو (ألميريا): تقع على قمة تل محصن جيدًا، خاصة باتجاه البحر، على بعد 9 كم شمال فيلاريكوس.
- سيرو دي لاس فينياس (كوي، إسبانيا).
- فونتي ألامو (ألميريا): تقع القلعة على قمة تل، بينما يتم ترتيب المنازل على المدرجات في منحدرها الجنوبي، على بعد 7 كم شمال كويفاس دي ألماثورا.
- ألميثاراكي (ألميريا): مدينة تعود إلى حضارة لوس ميياّريس.
- سيرو دي لا فيرخيـن دي أورثي (غرناطة).
- سيرو دي لا إنثينا (موناخيل، غرناطة).
- كوستا ديل نيجرو (بوروينيا، غرناطة).
- إل كاستيّون ألتو.

## العادات الجنائزية
في بداية الثقافة الارغارية، حدث تحول ملحوظ في العادات الجنائزية حيث تم التخلي عن التقاليد الجنائزية الجماعية النموذجية لثقافة الميغاليث الأوروبية لصالح الدفن الفردي. وتم استبدال المقابر ذات القبة بهياكل أصغر مثل الكيست، التي وُضعت إما تحت المنازل أو في مناطق خارجها. ويبدو أن هذا التوجه جاء من شرق البحر الأبيض المتوسط، على الأرجح من اليونان الميسينية، وتجاوز مناطق مثل صقلية وإيطاليا التي احتفظت بتقاليد الدفن الجماعية لفترة أطول.
في المرحلة "ب" من حضارة الأرغار، أصبح الدفن في الأواني الكبيرة أكثر شيوعًا. هذه العادة، التي لم تمتد إلى خارج دائرة الأرغار، يبدو أنها جاءت أيضًا من اليونان حيث استخدمت بعد حوالي 2000 قبل الميلاد.

## دراسات جينية
أظهرت الدراسات الجينية على أفراد من مواقع لا ألموليا ولا باستيدا، المرتبطة بثقافة الأرغار، أن غالبية الذكور (35 من 36) كانوا يحملون المجموعة الفردانية R1b، حيث يمكن تحديد الموضع التطوري الدقيق على شجرة المجموعة الفردانية الفرعية بشكل أكبر في 14 ذكرًا، يحملون المتغير المشتق P312، والمتغير الفرعي المشتق Z195 في 18 ذكرًا. وفقط فرد واحد كان من مجموعة جينية مختلفة E1b-L618.
تشكلت ثقافة الأرغار على الأرجح من مزيج بين مجموعات جديدة قادمة من شمال ووسط شبه الجزيرة الإيبيرية، والتي كانت تحمل بالفعل المجموعة الفردانية R1b السائدة والتي لها أصول متعلقة بالسهوب الأوروبية الوسطى، وبين مجموعات محلية من جنوب شرق أيبيريا من العصر النحاسي، التي كانت تتميز بوجود أصول مشابهة لتلك التي وُجدت في مجموعات قديمة من شرق ووسط البحر الأبيض المتوسط. المصدر الإضافي الرئيسي للأصول كان يشبه مجموعات حضارة القدور الجرسية الوسطى، التي ساهمت أولاً في الشمال الأيبيري ثم انتشرت جنوبًا.
من حيث الأصول البعيدة، كانت النسبة تقريبًا 60 في المئة من مزارعي الأناضول، 25 فالمئة من الصيادين-الجامعين الغربيين، و15 في المئة من سهوب يامنايا. وتضمنت الصفات الفيزيائية الشائعة بين أفراد ثقافة الأرغار الغالبية المطلقة للعيون البنية، وكانت البشرة الفاتحة هي السائدة، في حين كان الشعر البني أكثر شيوعًا من الشعر الأسود.

## صور

صور من ثقافة الأرغار
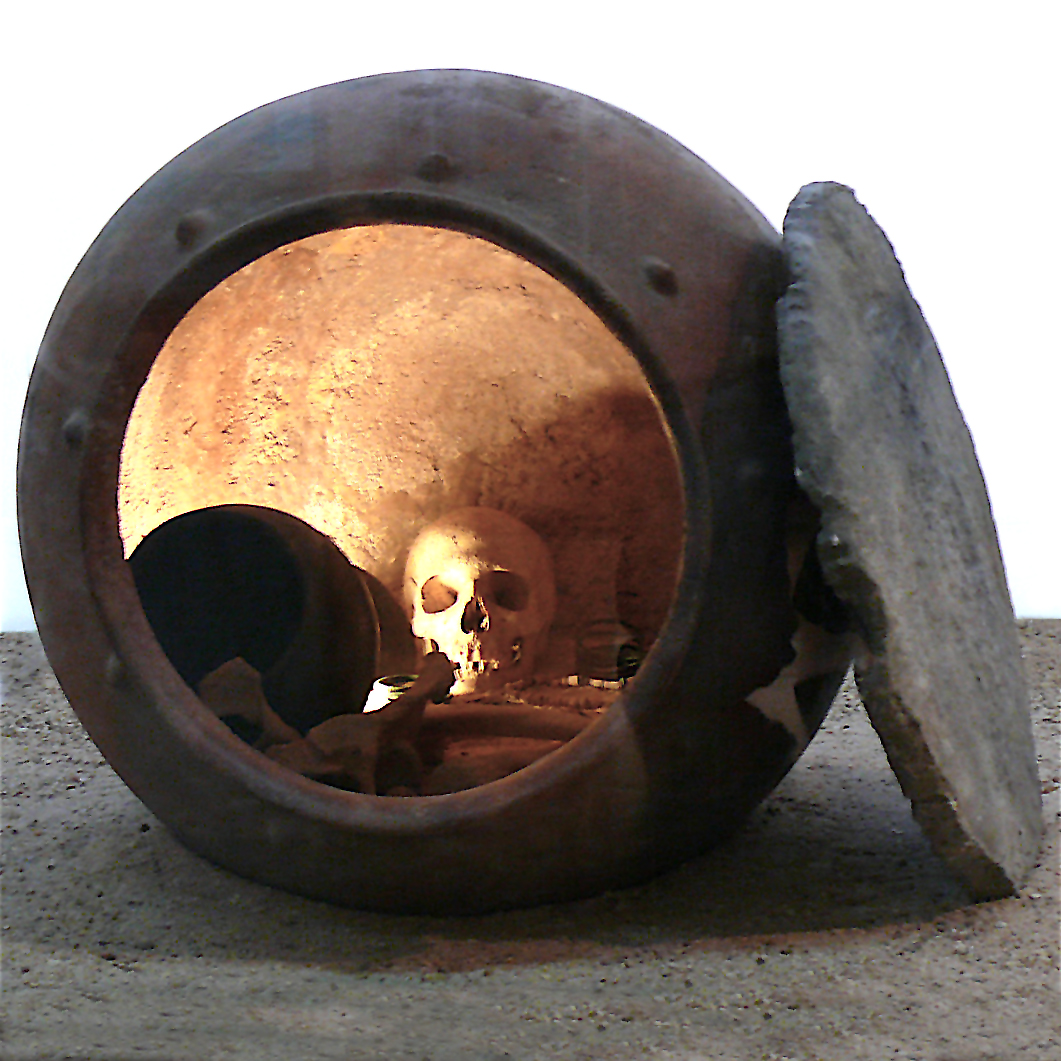
مدفن جري نموذجي من الفترة ب
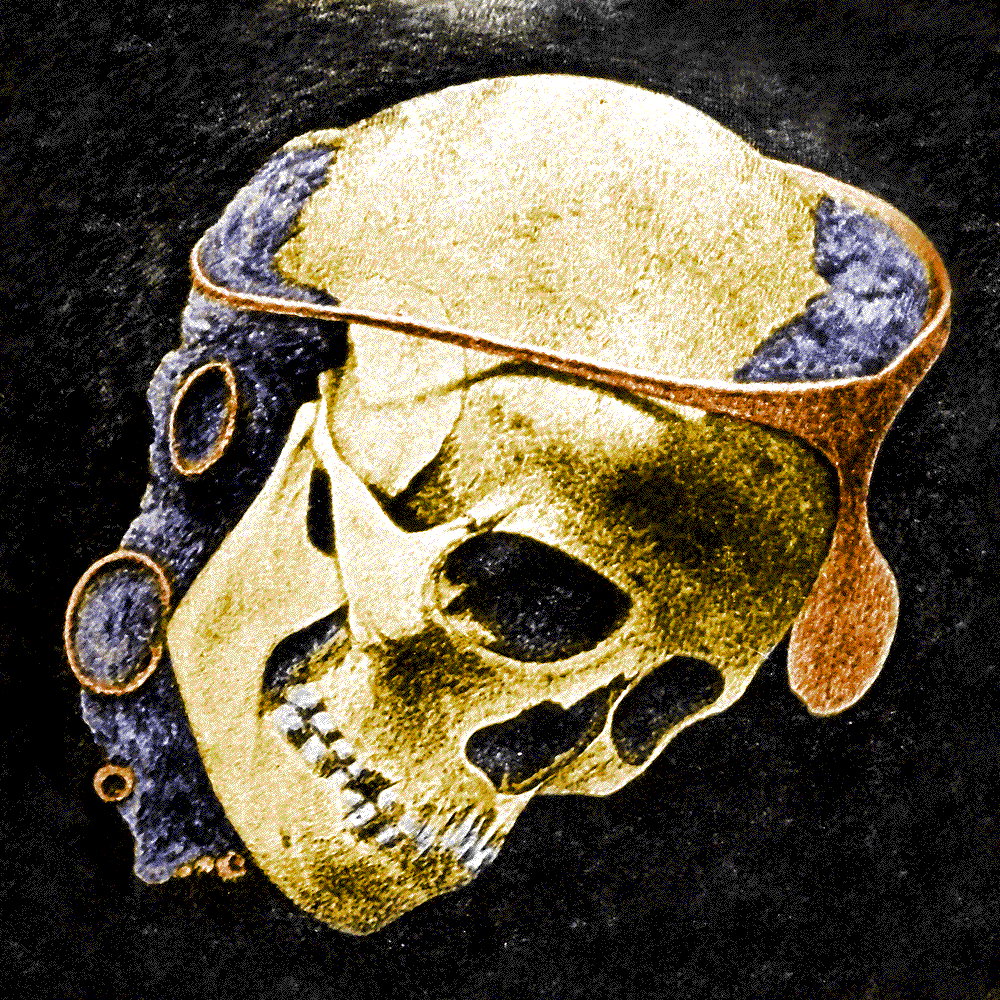
جمجمة امرأة مع تاج
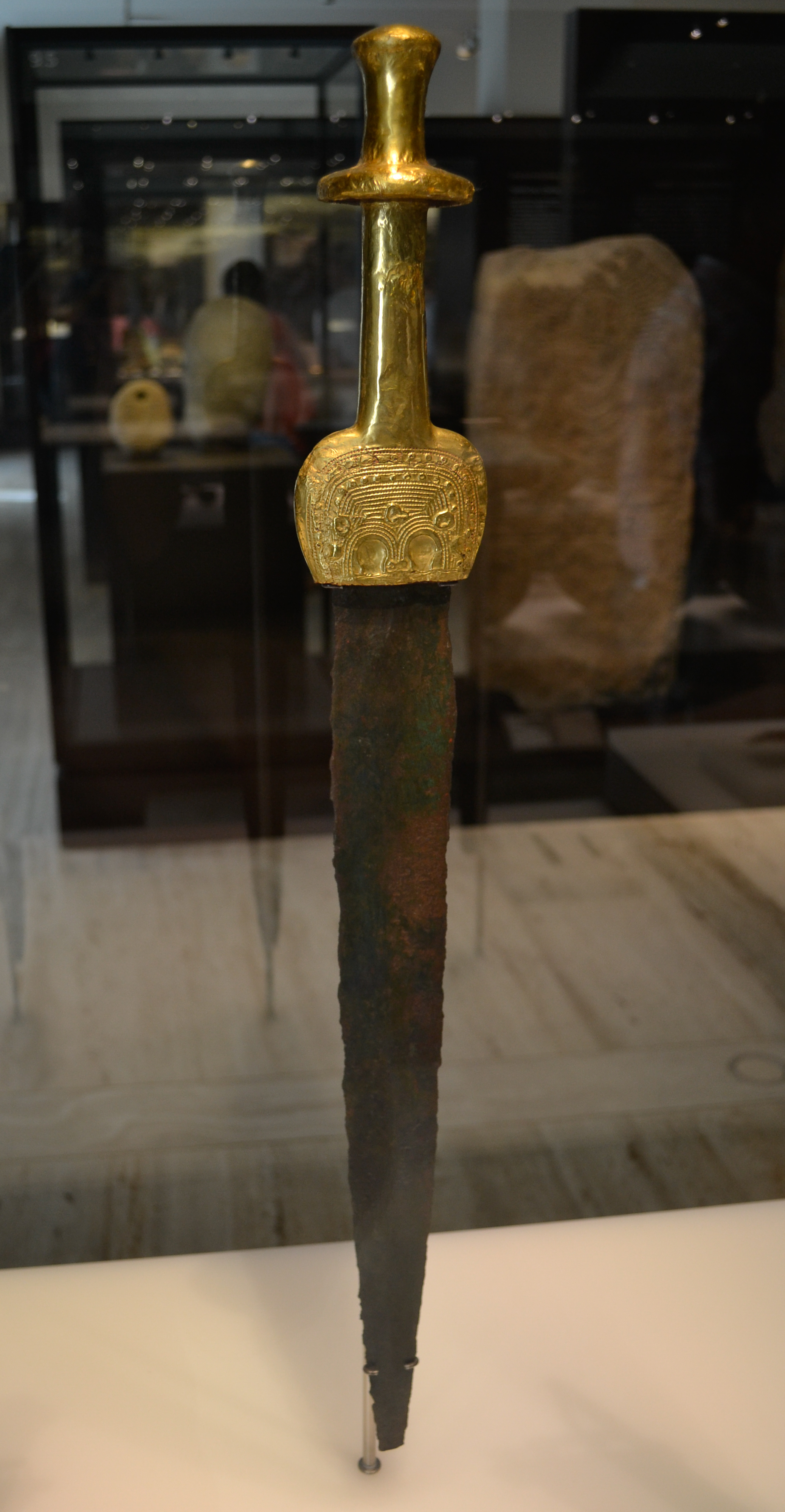
سيف برونزي بمقبض مطلي بالذهب
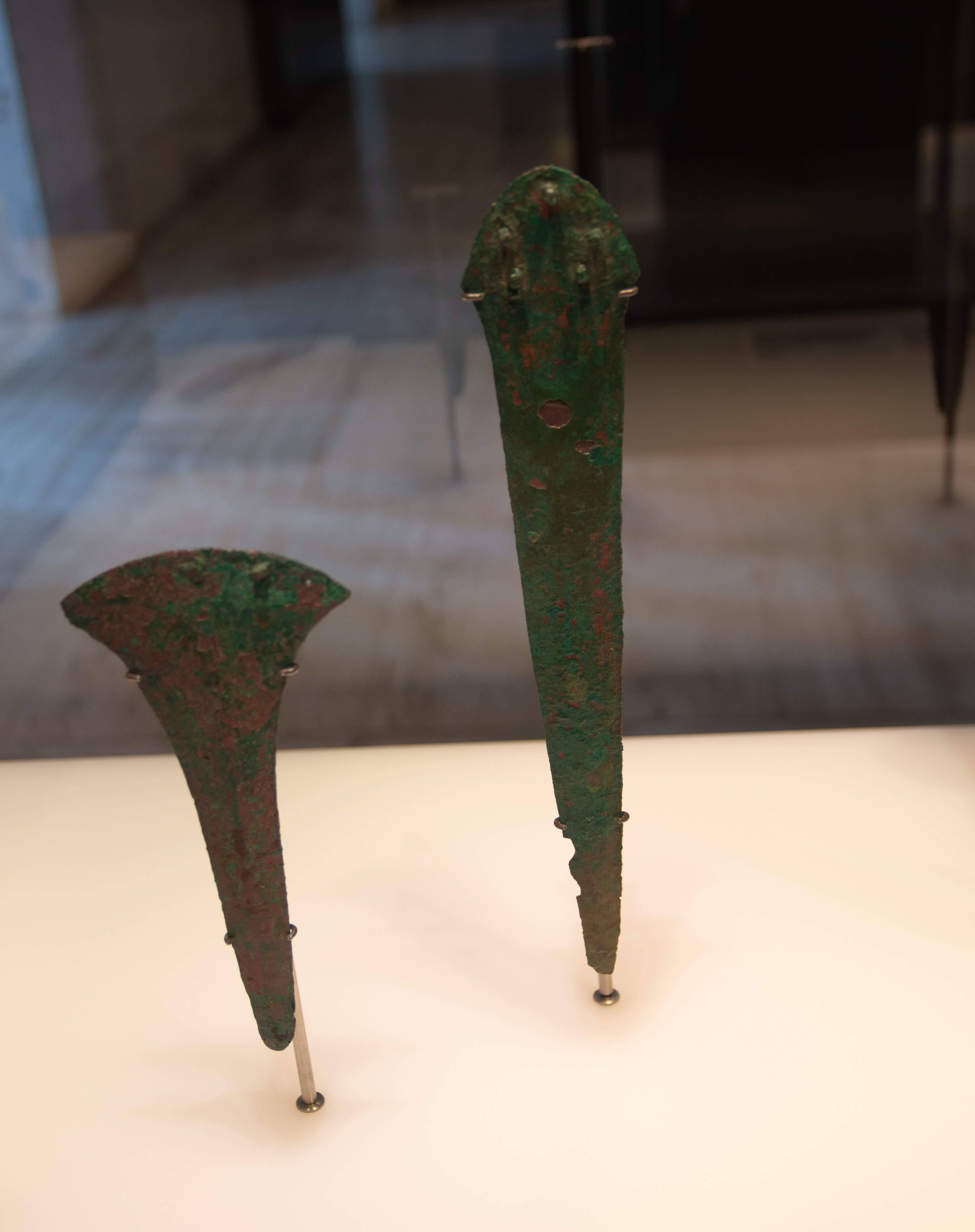
فأس وخنجر من البرونز
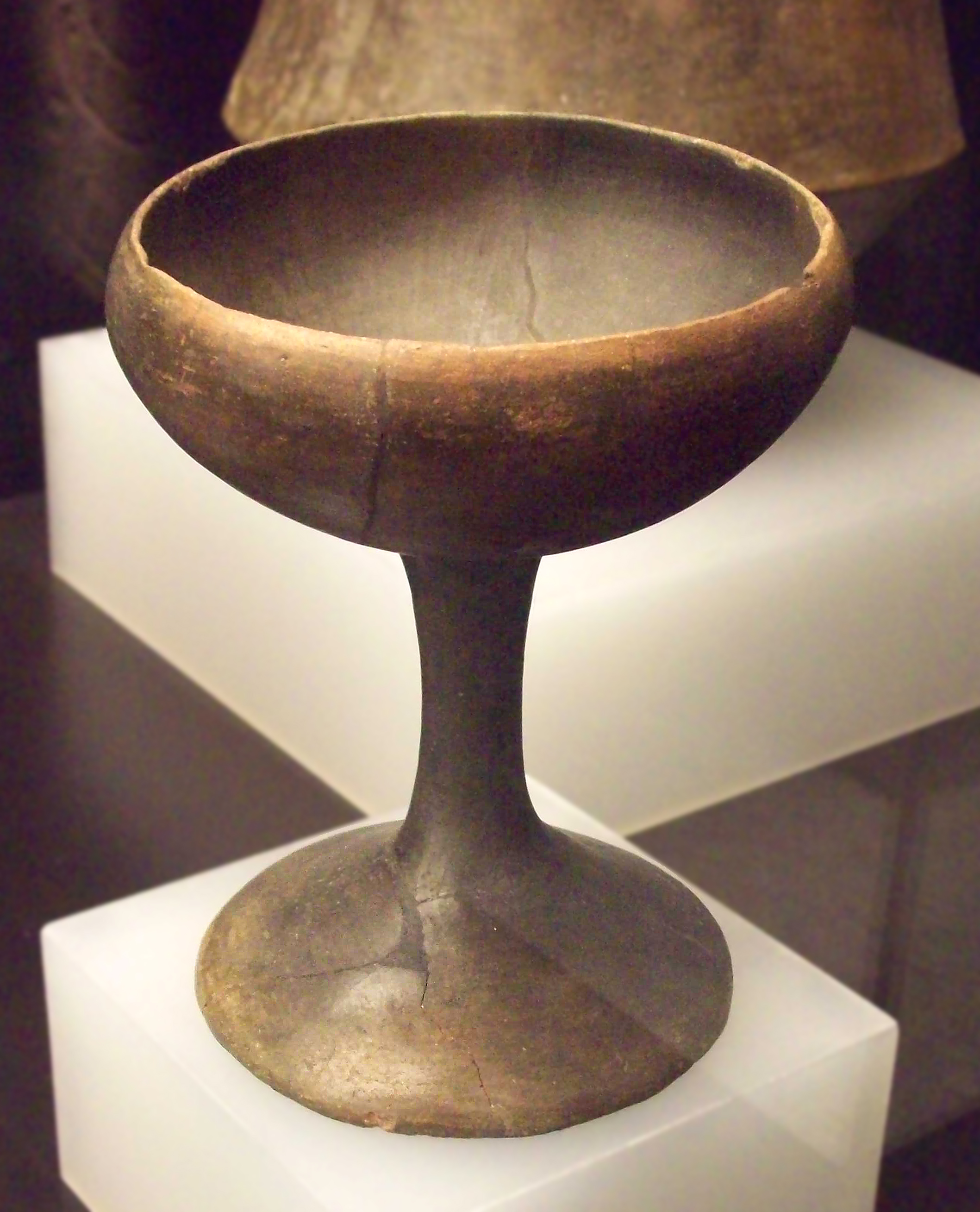
كوب من السيراميك
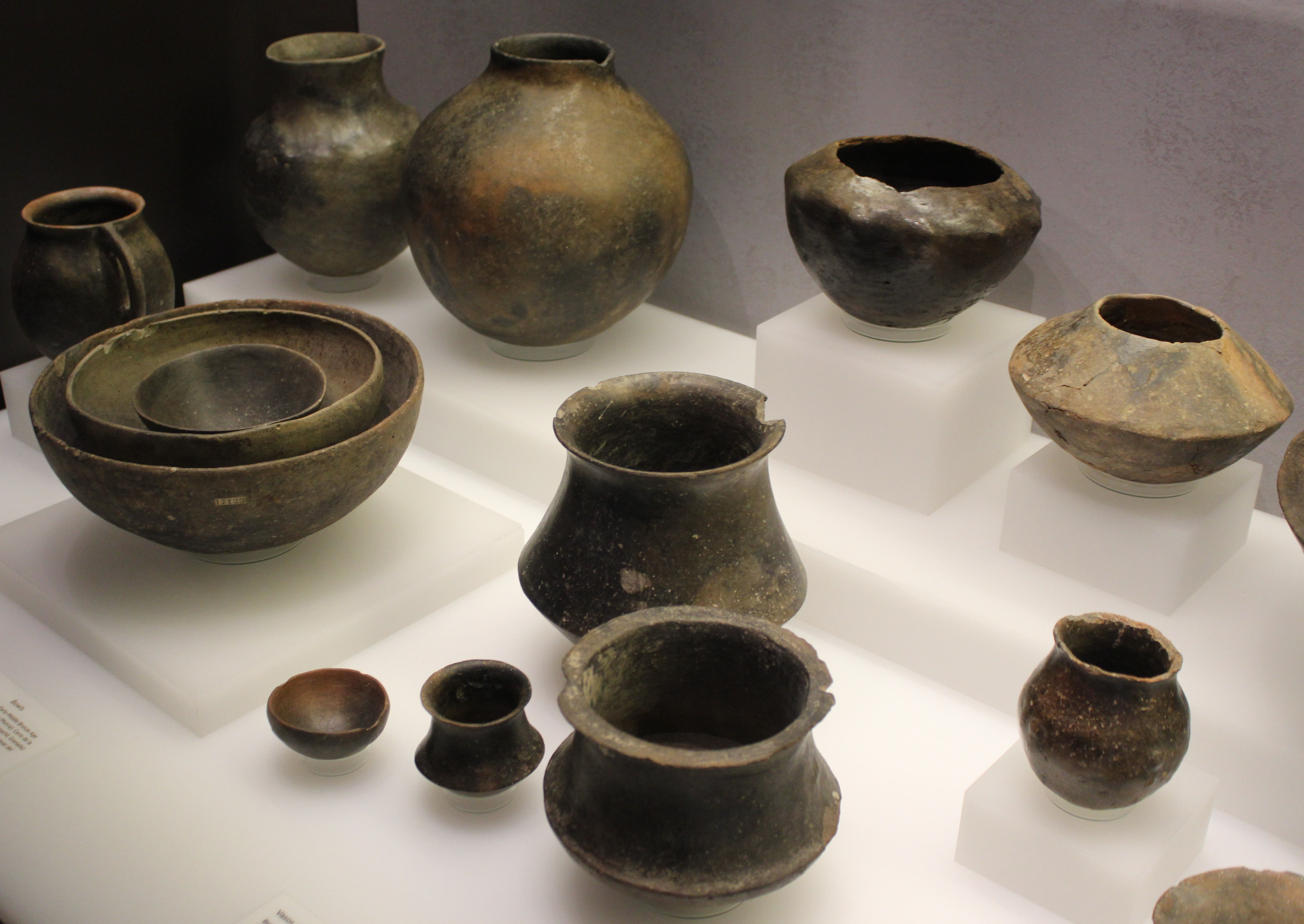
صناعة الفخار
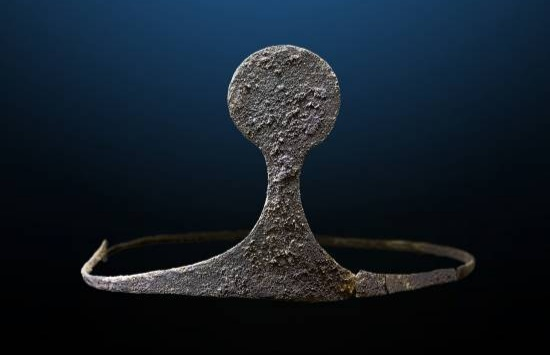
إكليل فضي من لاالمولويا.
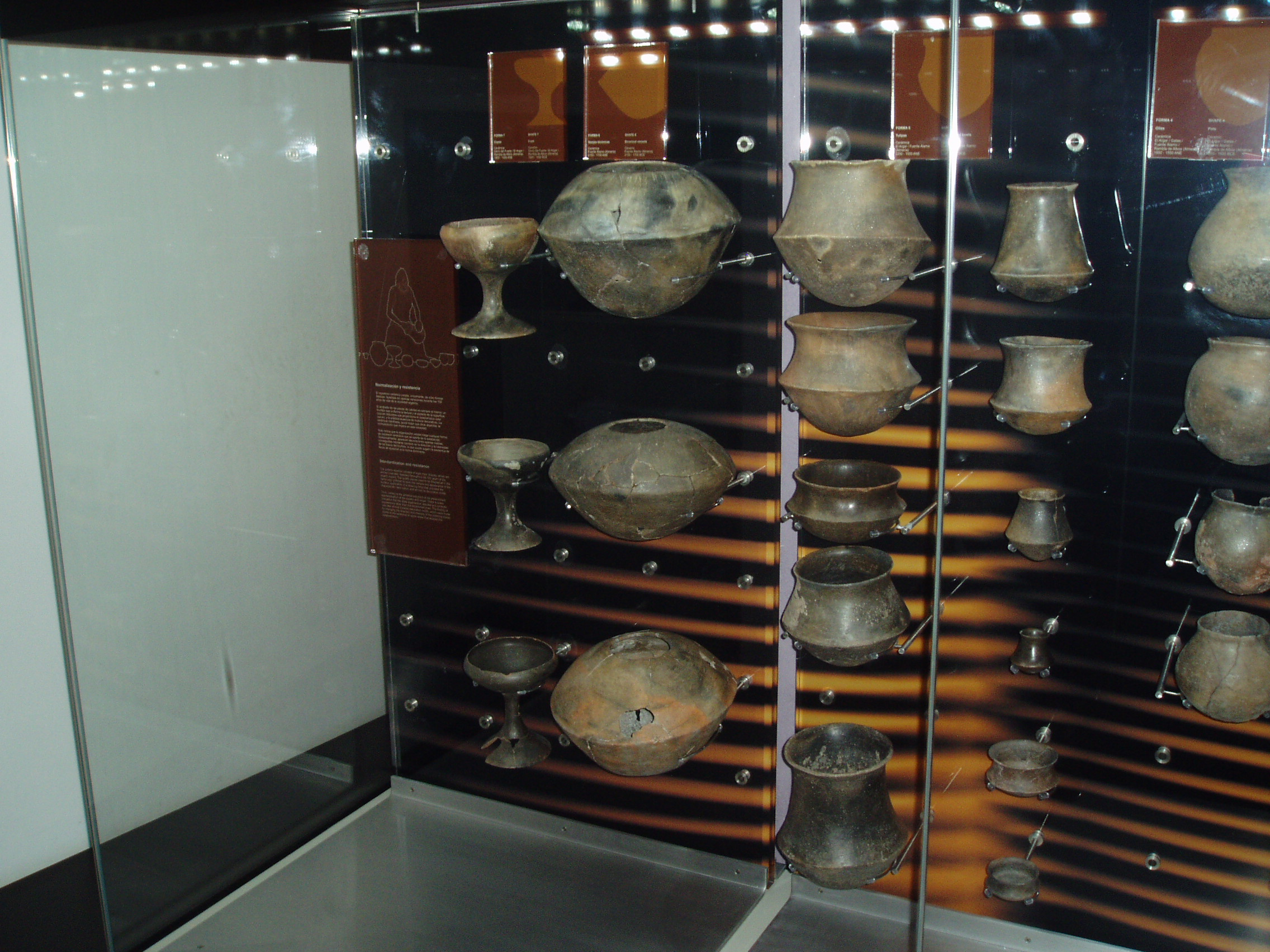
صناعة الفخار
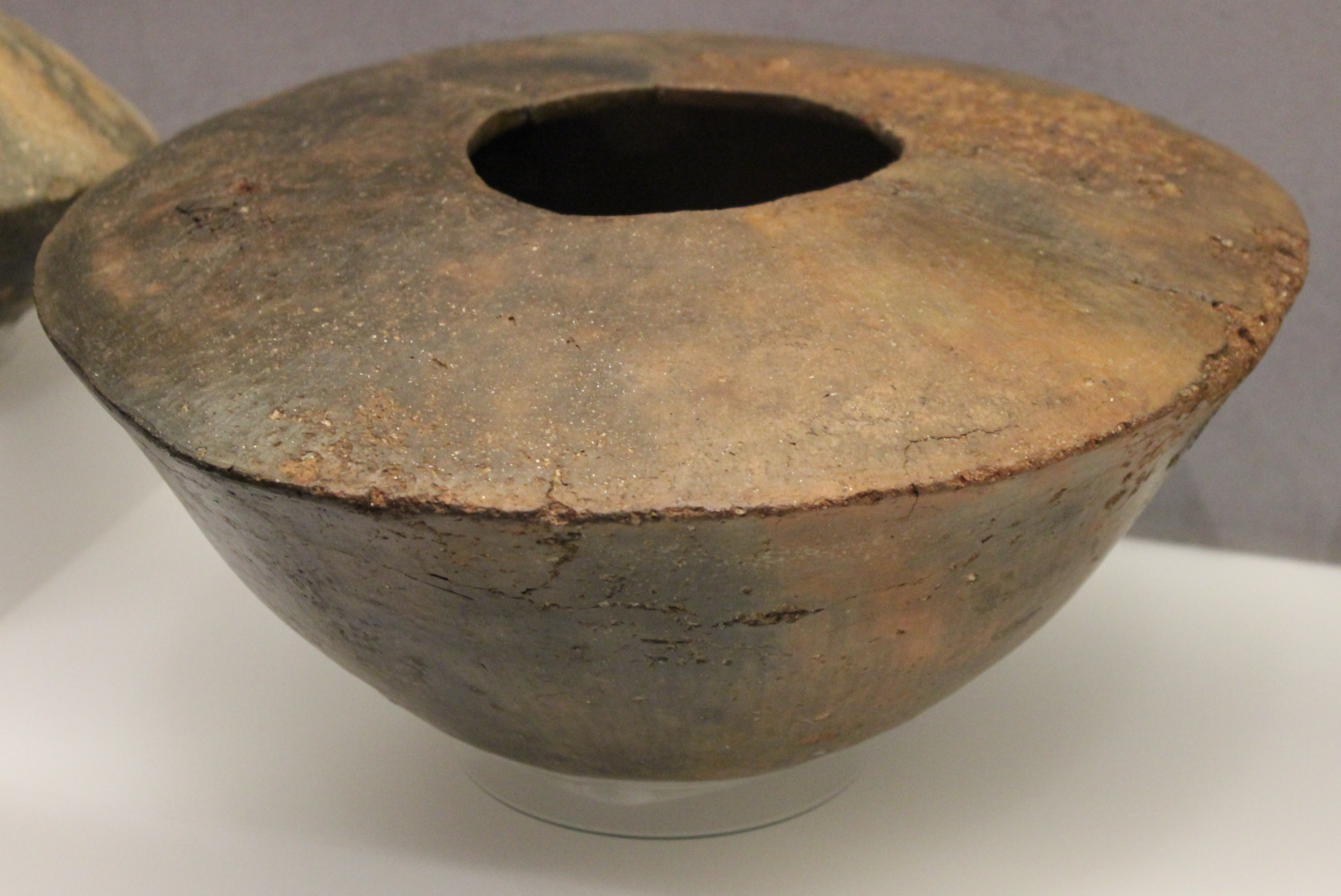
صناعة الفخار
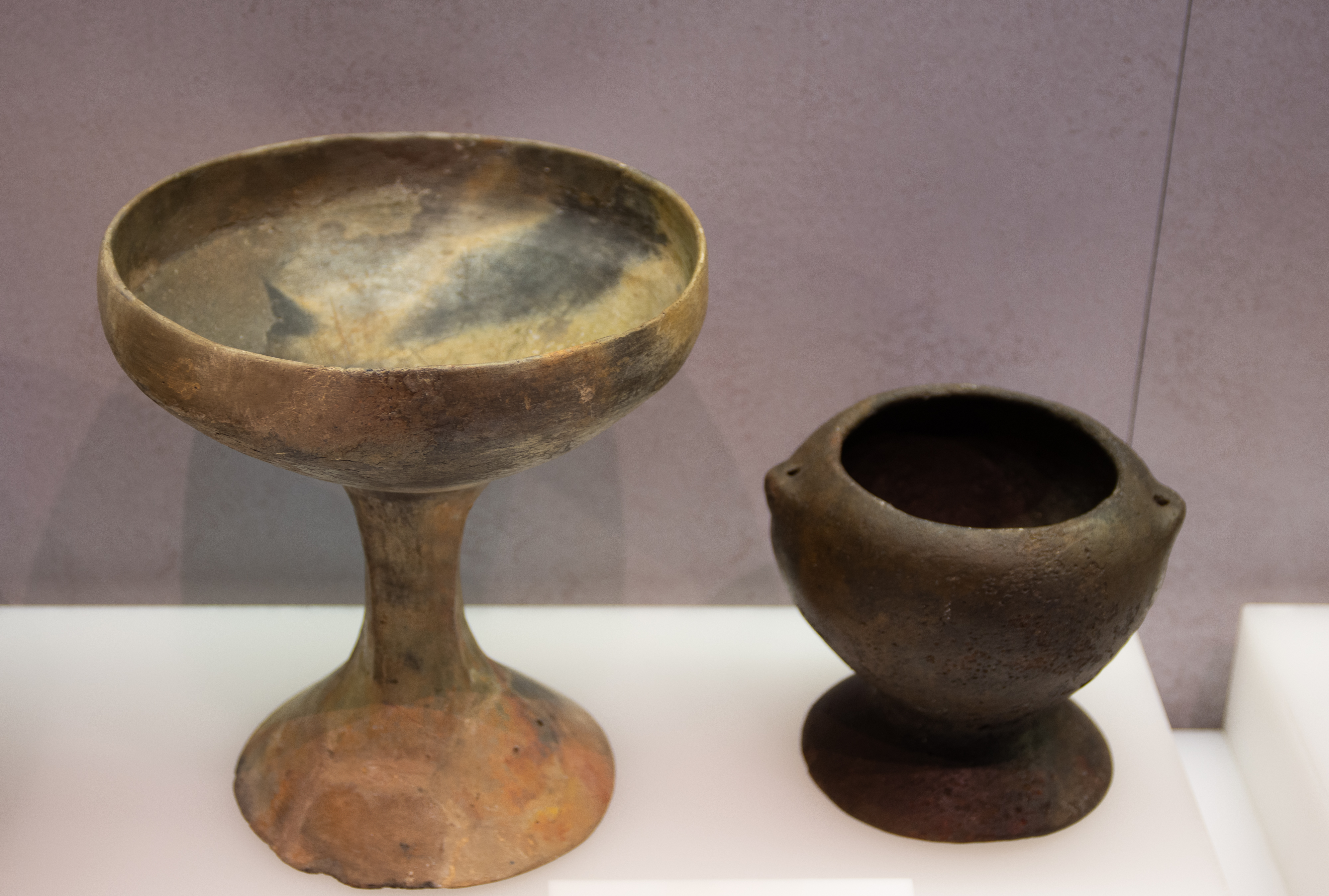
صناعة السيراميك
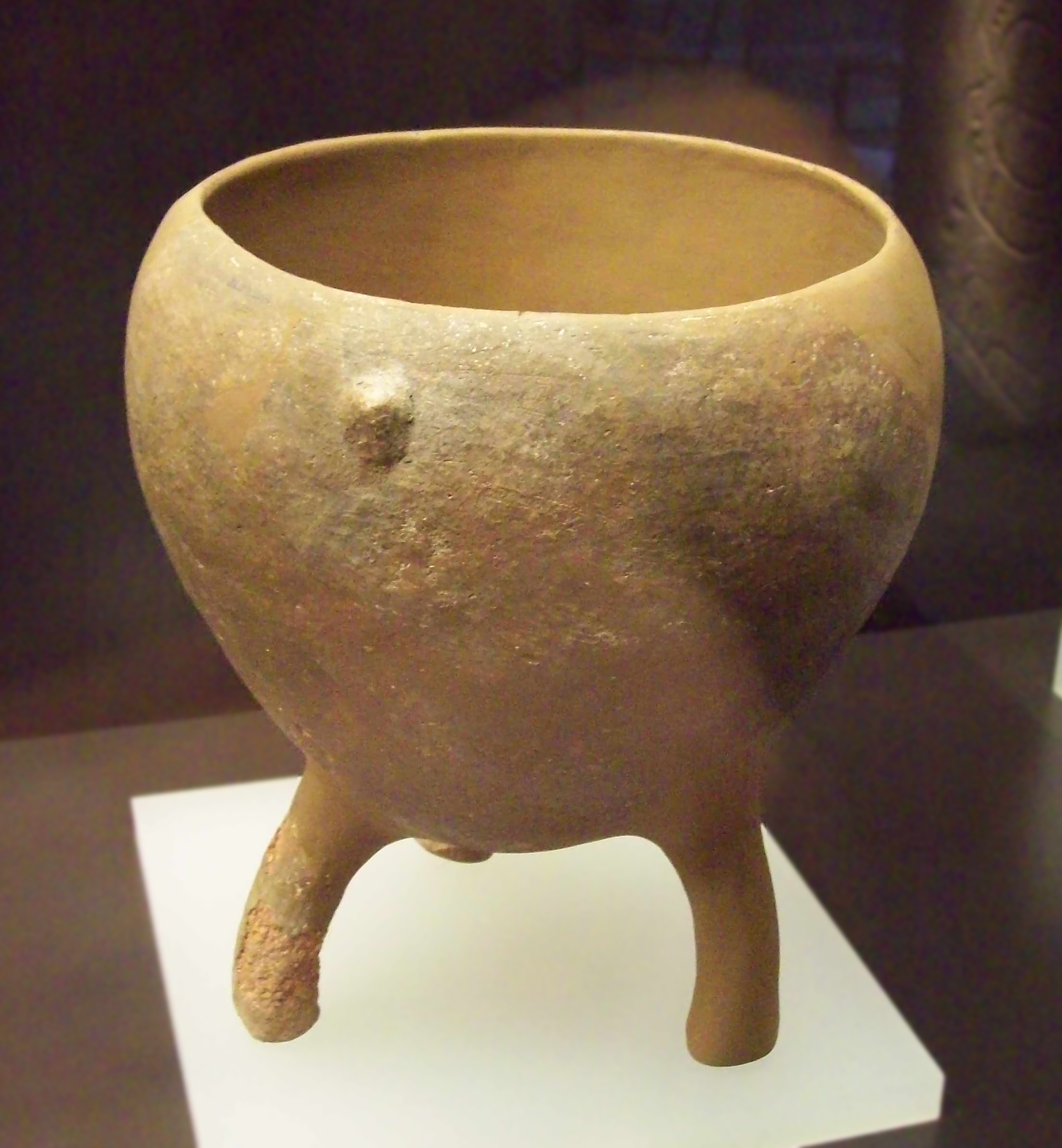
صناعة السيراميك
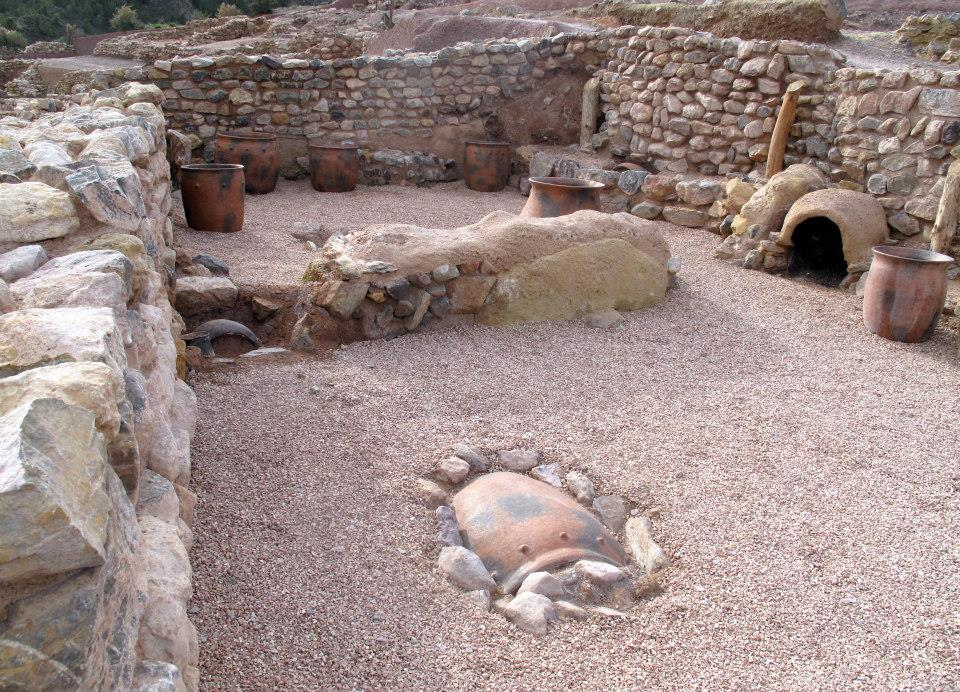
بقايا منزل في لا باستيدا توتانا
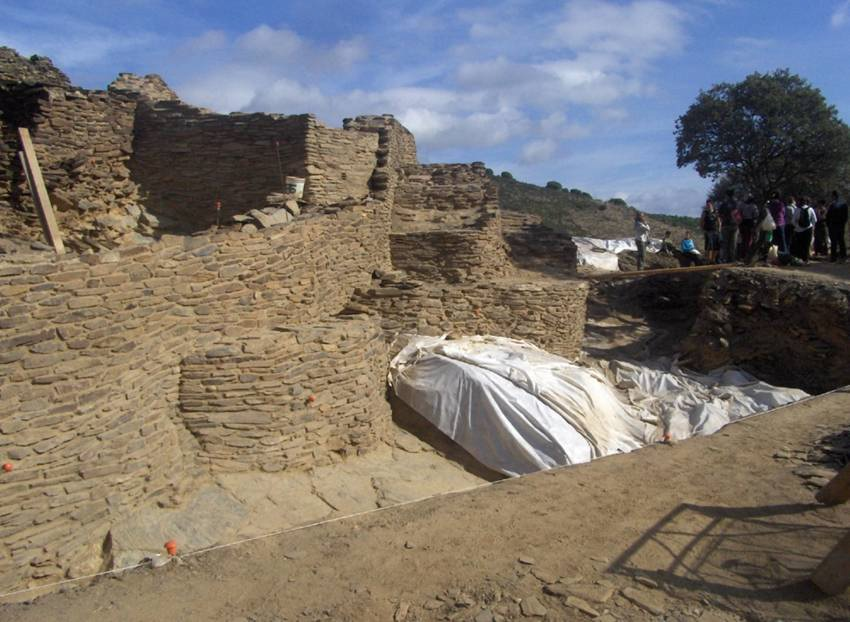
الحفريات في بينالوسا
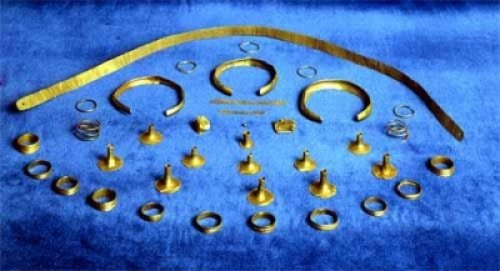
كنز كابيزو ريدوندو
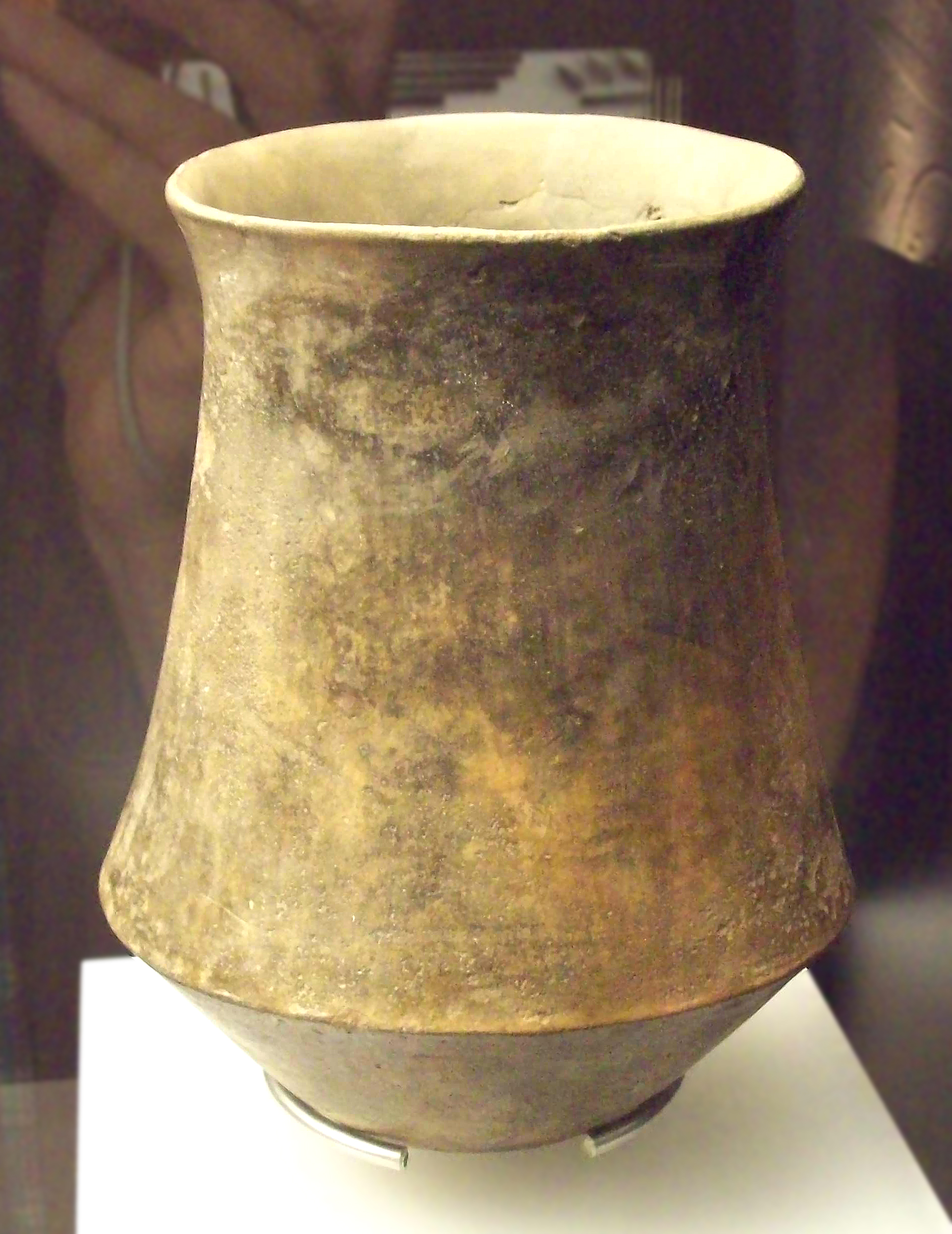
صناعة الفخار
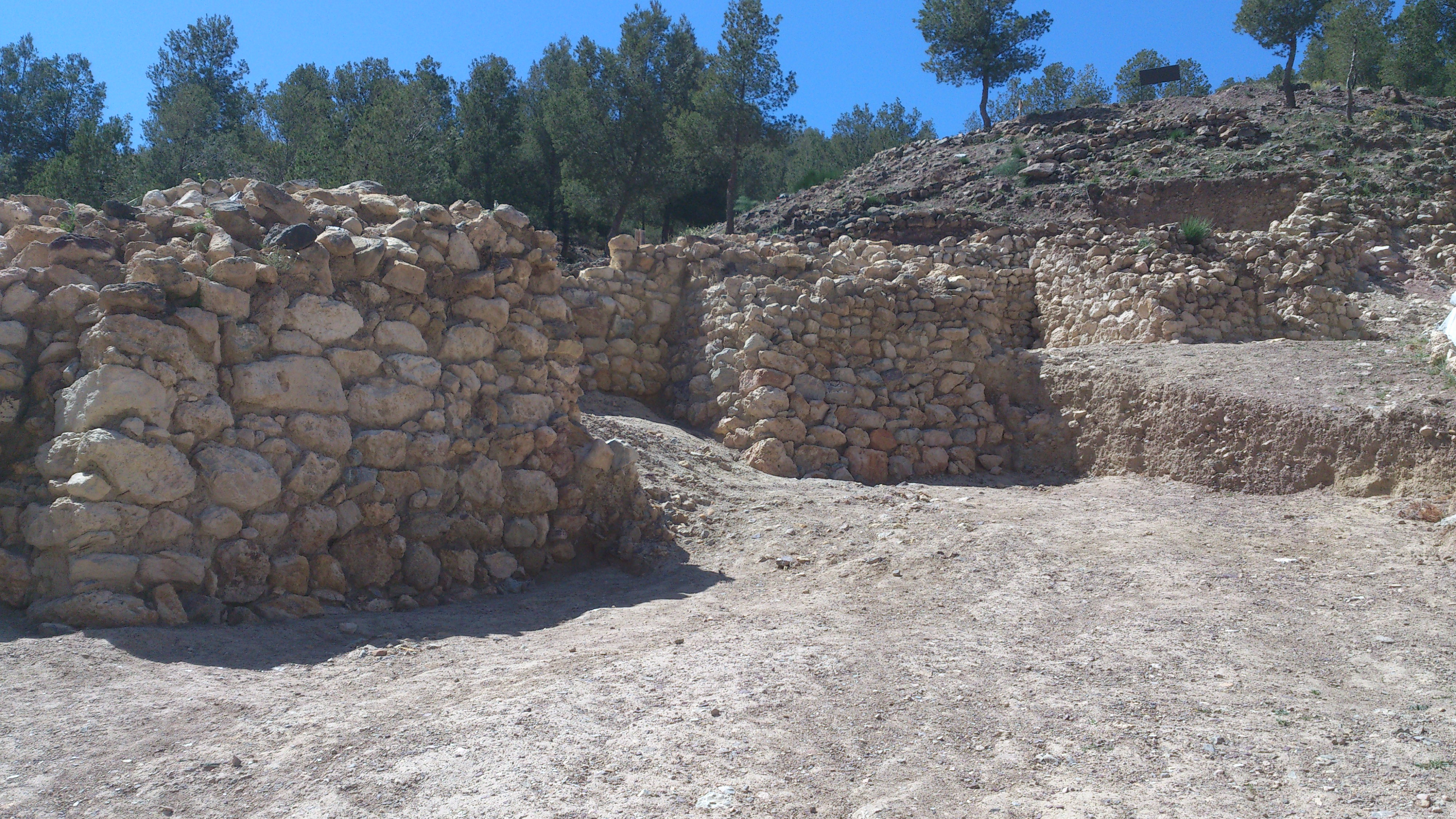
بقايا جدار في لا باستيدا دي توتانا